# Marco Tizza
Marco Tizza (né le 6 février 1992 à Giussano) est un coureur cycliste italien, membre de l'équipe Bingoal Pauwels Sauces WB.

## Biographie
Marco Tizza est le frère cadet de Francesco Tizza, cycliste professionnel de 2007 à 2010. Il commence à pratiquer le cyclisme à l'âge de sept ans,.
En 2014, lors de sa dernière saison chez les espoirs, il remporte deux courses du calendrier amateur italien : le Trophée de la ville de Brescia et le Grand Prix de l'industrie, du commerce et de l'artisanat de Carnago, sous les couleurs du club MI Impianti-Remer-Guerciotti. Les années suivantes, il court au niveau continental au sein des équipes Idea 2010 ASD, D'Amico Bottecchia et GM Europa Ovini, obtenant plusieurs places d'honneur sur des courses professionnelles.

## Palmarès

### Palmarès amateur
- 2012
  - 3e de Milan-Rapallo
- 2014
  - Trophée de la ville de Brescia
  - Grand Prix de l'industrie, du commerce et de l'artisanat de Carnago
  - 2e du Giro del Canavese
  - 3e de la Freccia dei Vini
- 2015
  - 2e du Mémorial Angelo Fumagalli
  - 3e du Trophée de la ville de Brescia
  - 3e de Milan-Rapallo

### Palmarès professionnel
- 2018
  - 2e de la Volta Limburg Classic
  - 3e du Trophée Matteotti
- 2019
  - 3e étape du Sibiu Cycling Tour
  - 5e étape du Tour du Portugal

## Classements mondiaux
| Année                                 | 2014 | 2015 | 2016 | 2017 | 2018 | 2019 | 2020 | 2021 | 2022 | 2023 | 2024 |
| ------------------------------------- | ---- | ---- | ---- | ---- | ---- | ---- | ---- | ---- | ---- | ---- | ---- |
| Classement mondial                    |      |      | 319e | 628e | 282e | 329e | 251e | 838e | 416e | 424e | 481e |
| UCI Europe Tour                       | 977e | 776e | 149e | 364e | 147e | 269e | 206e | 644e | 333e | nc   | nc   |
| UCI Asia Tour                         | nc   | nc   | nc   | nc   | 375e |      |      |      |      |      |      |
|                                       |      |      |      |      |      |      |      |      |      |      |      |
| Légende : nc = non classéSource : UCI |      |      |      |      |      |      |      |      |      |      |      |